# Frankfurt-Nieder-Eschbach
Nieder-Eschbach ist seit dem 1. August 1972 ein nördlicher Stadtteil von Frankfurt am Main.
Die Einwohnerzahl beträgt 12.280.

## Geografische Lage
Nieder-Eschbach liegt etwa 8,3 km nördlich der Hauptwache. Nieder-Eschbach grenzt im Norden an die Bad Homburger Stadtteile Ober-Eschbach und Ober-Erlenbach, im Süden an Bonames, im Westen an Kalbach-Riedberg und im Osten an Nieder-Erlenbach.
Das historische Dorf bildet eine geschlossene Siedlung westlich des Eschbachs, der bei Harheim in die Nidda mündet. Nach dem Zweiten Weltkrieg wurde das westlich des Ortskerns gelegene Gebiet zwischen Taunusbahn und Homburger Landstraße bebaut. Rings um das Siedlungsgebiet liegen große landwirtschaftlich genutzte Flächen, auf denen insbesondere Gemüse angebaut wird.
Im Südwestteil der Gemarkung östlich der A 661 befindet sich ein großes Gewerbegebiet. Die 1976–1977 erbaute Siedlung Ben-Gurion-Ring liegt ganz im Süden der Gemarkung, teilweise schon auf Bonameser Gebiet. Die Grenze zu Bonames war seit dem Mittelalter bis 1945 eine Landesgrenze, zunächst zwischen Hanau und Frankfurt, seit dem 19. Jahrhundert zwischen Preußen und Hessen.

## Geschichte

### Urgeschichte
Steinzeitliche Funde lassen auf eine Besiedelung der Eschbacher Gegend mindestens ab der Zeit um 6000 v. Chr. schließen. Eine römische Besiedelung ist zwischen den Jahren 85 und 265 n. Chr. nachgewiesen, ein römischer Gutshof lag nordwestlich der Bundesautobahn 5 am Rande der Gemarkung von Nieder-Eschbach.

### Mittelalter
Die älteste erhaltene urkundliche Erwähnung von Eschbach stammt vom 1. Juni 772 und ist im Lorscher Codex festgehalten. In den Jahren 772 bis 821 wurde als politisch-geografische Zuordnung in pago Nitachgovve (Niddagau) angegeben, im Jahr 1048 in pago Wedereibo (Wetterau). Durch die Erwähnung Ober-Eschbachs im Jahre 1219 ist bekannt, dass bereits damals zwischen den beiden Ortsteilen unterschieden wurde. Nieder-Eschbach selbst wurde 1288 erstmals urkundlich genannt. Im 13. Jahrhundert gehörte die villa Eschbach (gemeint ist vermutlich Nieder-Eschbach) dem Mainzer Erzstift. Im Jahr 1378 gehörten Dienste und Rechte in Nieder-Eschbach zur Falkensteiner Burg Königstein. 1433 fiel Nieder-Eschbach an Eberhard von Eppstein-Königstein. Besitz hatten in Nieder-Eschbach der Deutsche Orden, das Mainzer Domkapitel und die Familie Glauburg.
Im Jahr 1313 wurde eine Pfarrei genannt. Der Erzbischof von Mainz übte 1364 das Patronatsrecht über die Pfarrstelle aus, das zeitweise an die von Glimmental vergeben war. Nach 1465 war es wieder im Besitz der Erzbischöfe von Mainz. Kirchliche Mittelbehörde war das Archidiakonat des Propstes von St. Peter in Mainz. Die Kirche gehörte zum Dekanat Eschborn.

### Historische Namensformen

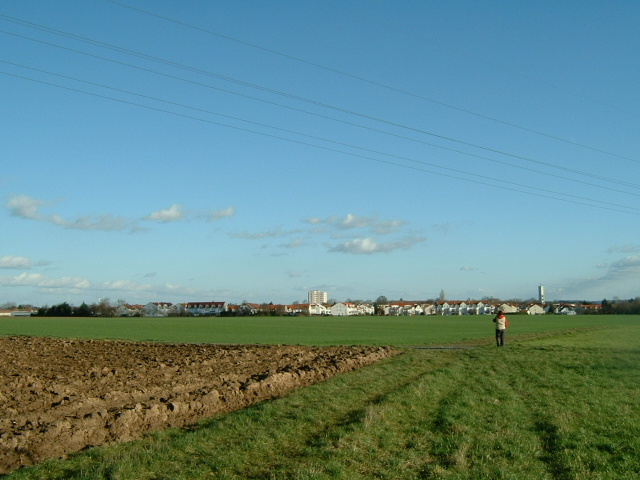
Nieder-Eschbach von Westen

- Aschebach
- Aschenbach
- Ascobach (772–855)
- Askebach (1048)
- inferior Eschebach (1250/60)
- Eschbach (1248/49)
- Aschebach (1278)
- Eschebach inferior (1288)

### Frühe Neuzeit
Nach dem Aussterben der Herren von Eppstein gelangte Nieder-Eschbach 1535 an die Grafen von Stolberg. Ein Jahr später wurde der gesamte Ort lutherisch. 1578 wurde Nieder-Eschbach von den Grafen von Stolberg mit drei weiteren Dörfern an Graf Philipp Ludwig I. von Hanau-Münzenberg verpfändet und schließlich 1595 an Hanau verkauft. Der damals in der Grafschaft Hanau-Münzenberg regierende Graf Philipp Ludwig II. war streng reformiert und versuchte nach dem Grundsatz Cuius regio, eius religio in seiner gesamten Grafschaft die reformierte Konfession durchzusetzen. Das gelang weitestgehend. Allerdings verblieben in einer Reihe von Dörfern – dazu zählte auch Nieder-Eschbach – gleichwohl lutherische Gemeinden.
Die Grafschaft Hanau-Münzenberg – und damit Nieder-Eschbach – fiel nach dem Tod des letzten Grafen von Hanau, Johann Reinhard III. im Jahr 1736 aufgrund eines Erbvertrages an die Landgrafschaft Hessen-Kassel.

### Neuzeit
Von 1806 bis 1810 war Nieder-Eschbach französisch besetzt, gehörte zum Fürstentum Hanau und wurde danach dem Großherzogtum Hessen zugeschlagen, bei dem es auch nach dem Wiener Kongress verblieb. Hier gehörte es folgenden Verwaltungseinheiten an:
- bis 1821: Amt Vilbel (Provinz Oberhessen),
- ab 1821: Landratsbezirk Vilbel,
- ab 1832: Kreis Friedberg,
- ab 1848: Regierungsbezirk Friedberg,
- ab 1852: Kreis Vilbel,
- ab 1874: Kreis Friedberg.

Von 1821 bis 1853 gehörte Nieder-Eschbach zum Bezirk des Landgerichts Großkarben, der 1853 aufgelöst wurde, dann bis 1879 zu dem des Landgerichts Vilbel, ab 1879 zu dem des Amtsgerichts Vilbel.
Am 1. August 1972 wurde Nieder-Eschbach nach Frankfurt eingemeindet, nachdem zuvor ein Zusammenschluss mit fünf Nachbargemeinden zur Gemeinde Eschbachtal gescheitert war. Eine unbewohnte Exklave im Taunus unweit des Großen Feldbergs, die seit Teilung der Hohemark zu Nieder-Eschbach gehört hatte, fiel an die Stadt Bad Homburg.
Als einziger Stadtteil von Frankfurt am Main führt Nieder-Eschbach seit 1967 eine eigene Städtepartnerschaft, mit Deuil-la-Barre in Frankreich.

### Einwohnerentwicklung
| Frankfurt-Eschbach: Einwohnerzahlen von 1834 bis 2019 | Frankfurt-Eschbach: Einwohnerzahlen von 1834 bis 2019 | Frankfurt-Eschbach: Einwohnerzahlen von 1834 bis 2019 | Frankfurt-Eschbach: Einwohnerzahlen von 1834 bis 2019 | Frankfurt-Eschbach: Einwohnerzahlen von 1834 bis 2019 |
| ----------------------------------------------------- | ----------------------------------------------------- | ----------------------------------------------------- | ----------------------------------------------------- | ----------------------------------------------------- |
| Jahr                                                  |                                                       |                                                       |                                                       | Einwohner                                             |
| 1834                                                  | 1834                                                  |                                                       | 627                                                   | 627                                                   |
| 1840                                                  | 1840                                                  |                                                       | 626                                                   | 626                                                   |
| 1846                                                  | 1846                                                  |                                                       | 650                                                   | 650                                                   |
| 1852                                                  | 1852                                                  |                                                       | 707                                                   | 707                                                   |
| 1858                                                  | 1858                                                  |                                                       | 706                                                   | 706                                                   |
| 1864                                                  | 1864                                                  |                                                       | 590                                                   | 590                                                   |
| 1871                                                  | 1871                                                  |                                                       | 608                                                   | 608                                                   |
| 1875                                                  | 1875                                                  |                                                       | 626                                                   | 626                                                   |
| 1885                                                  | 1885                                                  |                                                       | 661                                                   | 661                                                   |
| 1895                                                  | 1895                                                  |                                                       | 684                                                   | 684                                                   |
| 1905                                                  | 1905                                                  |                                                       | 775                                                   | 775                                                   |
| 1910                                                  | 1910                                                  |                                                       | 819                                                   | 819                                                   |
| 1925                                                  | 1925                                                  |                                                       | 1.022                                                 | 1.022                                                 |
| 1939                                                  | 1939                                                  |                                                       | 1.376                                                 | 1.376                                                 |
| 1946                                                  | 1946                                                  |                                                       | 1.963                                                 | 1.963                                                 |
| 1950                                                  | 1950                                                  |                                                       | 2.117                                                 | 2.117                                                 |
| 1956                                                  | 1956                                                  |                                                       | 2.556                                                 | 2.556                                                 |
| 1961                                                  | 1961                                                  |                                                       | 3.123                                                 | 3.123                                                 |
| 1970                                                  | 1970                                                  |                                                       | 6.435                                                 | 6.435                                                 |
| 1980                                                  | 1980                                                  |                                                       | ?                                                     | ?                                                     |
| 1990                                                  | 1990                                                  |                                                       | ?                                                     | ?                                                     |
| 2000                                                  | 2000                                                  |                                                       | ?                                                     | ?                                                     |
| 2013                                                  | 2013                                                  |                                                       | 11.337                                                | 11.337                                                |
| 2019                                                  | 2019                                                  |                                                       | 11.518                                                | 11.518                                                |
| Quelle(n): ; Stadt Frankfurt                          |                                                       |                                                       |                                                       |                                                       |

## Politik
|  | Ortsbeiratswahl vom 14. März 2021(Stimmen in %) %403020100 38,627,115,79,76,22,8 CDUGrüneSPDBFFFDPFWGewinne und Verlusteim Vergleich zu 2016 %p 10 8 6 4 2 0 −2 −4−0,4+8,5−4,0−0,2−1,1−2,6CDUGrüneSPDBFFFDPFW | Sitzverteilung im Ortsbeirat Nieder-Eschbach 2021Insgesamt 19 Sitze - SPD: 3 - Grüne: 5 - FW: 1 - CDU: 7 - FDP: 1 - BFF: 2 |

Stimmenanteile der Parteien in Prozent
| Jahr   | Wbt.  | CDU  | SPD  | Grüne | BFF  | FDP | FW  | NPD | REP |
| ------ | ----- | ---- | ---- | ----- | ---- | --- | --- | --- | --- |
| 1997   | k. A. | 45,0 | 25,5 | 13,0  | 6,0  | 3,4 |     |     | 7,2 |
| 2001   | 48,4  | 45,1 | 28,4 | 13,2  | 6,4  | 3,6 |     |     | 3,3 |
| 120061 | 43,5  | 45,6 | 21,9 | 11,9  | 9,5  | 5,6 |     | 2,3 |     |
| 2011   | 44,1  | 36,9 | 22,3 | 23,1  | 10,4 | 3,5 |     | 3,3 |     |
| 2016   | 41,0  | 39,0 | 19,7 | 18,6  | 9,9  | 7,3 | 5,4 |     |     |
| 2021   | 44,7  | 38,6 | 15,7 | 27,1  | 9,7  | 6,2 | 2,8 |     |     |

Sitzverteilung
| Jahr | Gesamt | CDU | SPD | Grüne | BFF | FDP | FW | NPD | Linke | REP |
| ---- | ------ | --- | --- | ----- | --- | --- | -- | --- | ----- | --- |
| 1997 | 19     | 9   | 5   | 3     | 1   |     |    |     |       | 1   |
| 2001 | 19     | 9   | 5   | 2     | 1   | 1   |    |     |       | 1   |
| 2006 | 19     | 9   | 4   | 2     | 2   | 1   |    |     | 1     |     |
| 2011 | 19     | 7   | 4   | 4     | 2   | 1   |    | 1   |       |     |
| 2016 | 19     | 7   | 4   | 4     | 2   | 1   | 1  |     |       |     |
| 2021 | 19     | 7   | 3   | 5     | 2   | 1   | 1  |     |       |     |

Fußnoten
1 2006: zusätzlich: Linke/WASG: 3,3 %

## Religion

### Evangelische Kirche

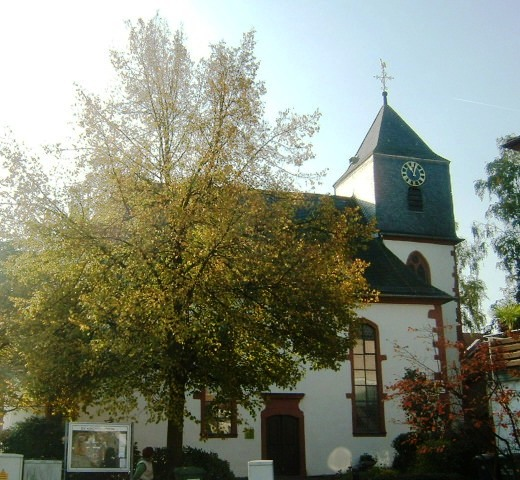
Evangelische Kirche

Die evangelische Pfarrkirche Nieder-Eschbach wurde 1617–1618 nach einem Entwurf des Kirchenbaumeisters Konrad Rossbach gebaut. Beim Bau wurden Reste eines spätgotischen Vorgängerbaus genutzt: Die barocke Saalkirche befand sich hinter einem mittelalterlichen Turm. 1765–1766 wurde der Innenraum von Christian Ludwig Hermann aus Hanau neu gestaltet. Die 1983 für die Siedlung Ben-Gurion-Ring gegründete Evangelische Kirchengemeinde Am Bügel gehört heute zur Miriamgemeinde in Bonames, die am Ben-Gurion-Ring das kirchliche Nachbarschaftszentrum KINZ betreibt.

### Römisch-katholische Kirche

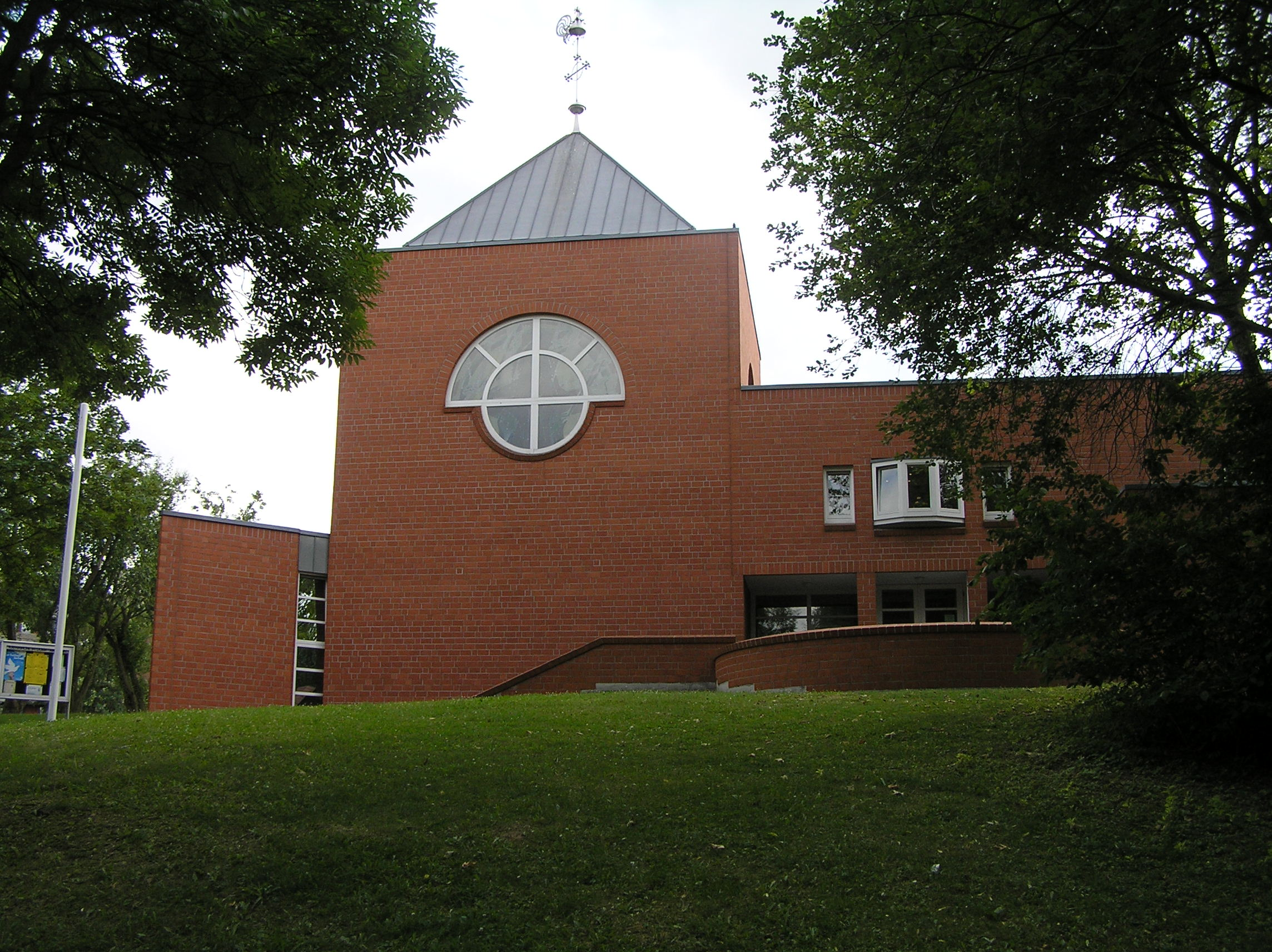
St. Lioba, Frankfurt-Am Bügel

Die 1972 eingemeindeten Stadtteile Harheim, Nieder-Eschbach und Nieder-Erlenbach gehören kirchenrechtlich zum römisch-katholischen Bistum Mainz, welches das Territorium des ehemaligen Großherzogtums Hessen abdeckt. Der größte Teil von Nieder-Eschbach gehört zur Kirchengemeinde St. Stephanus, deren Kirche 1967 westlich der U-Bahn direkt an der Deuil-La-Barre-Straße erbaut wurde. An die Kirche schließen sich das Pfarrhaus und das Gemeindezentrum an. Die Gemeinde unterhält auch eine Kindertagesstätte in Nieder-Eschbach.
Am Ben-Gurion-Ring, bereits auf Bonameser Gemarkung und dementsprechend zum Bistum Limburg gehörig, liegt die Gemeinde St. Lioba – am Bügel. Die Backsteinkirche stammt aus den 1970er Jahren. Seit 2016 gehört die Gemeinde zur Großpfarrei St. Katharina von Siena, die 7 ehemalige Pfarrgemeinden mit 13.600 Katholiken aus den Stadtteilen Bonames, Kalbach-Riedberg, Niederursel und Heddernheim vereinigt.

### Islam

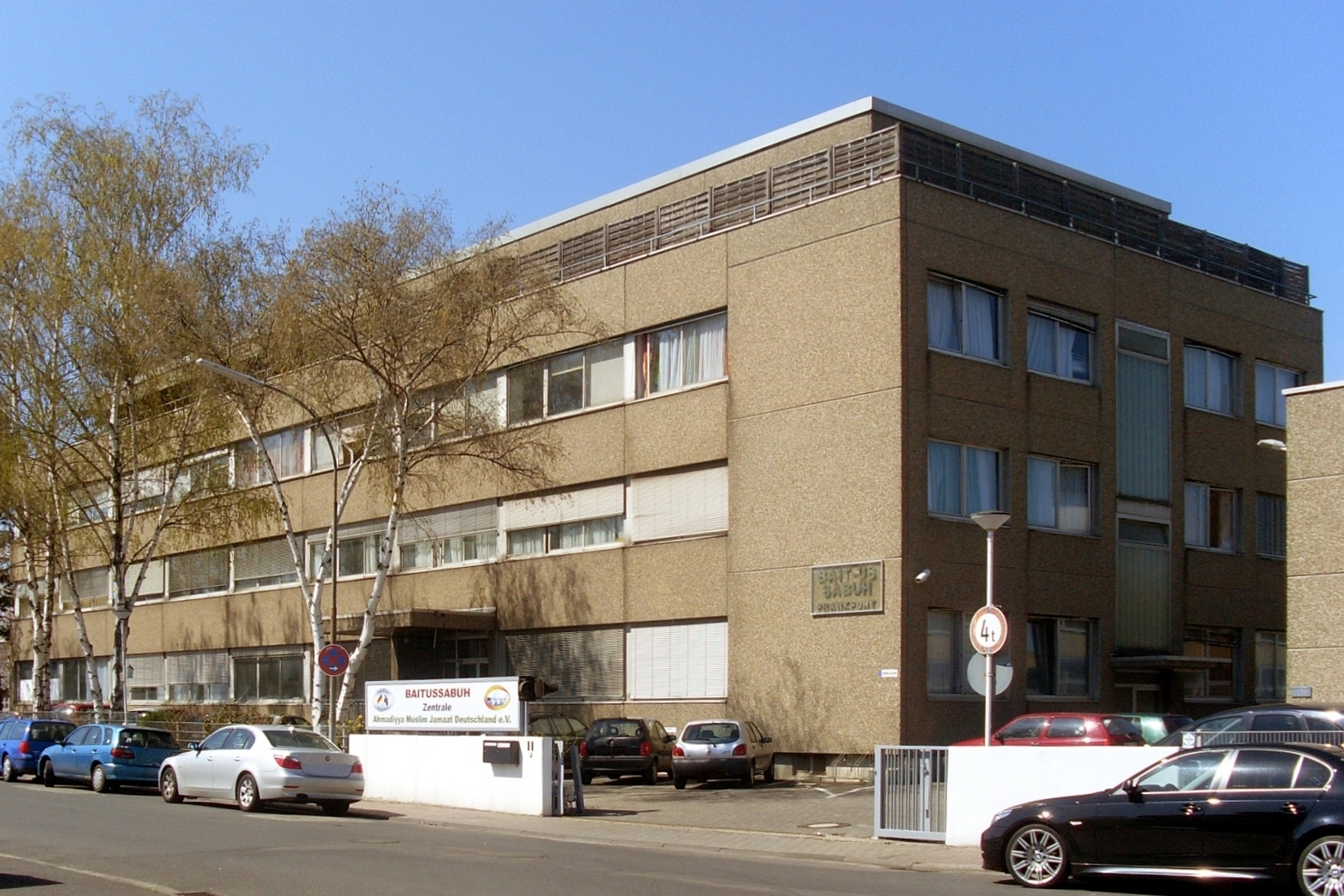
Bait us-Sabuh

Seit August 2000 befindet sich in Nieder-Eschbach am Ben-Gurion-Ring die Deutschlandzentrale der Ahmadiyya Muslim Jamaat, Bait us-Sabuh genannt.

## Wirtschaft

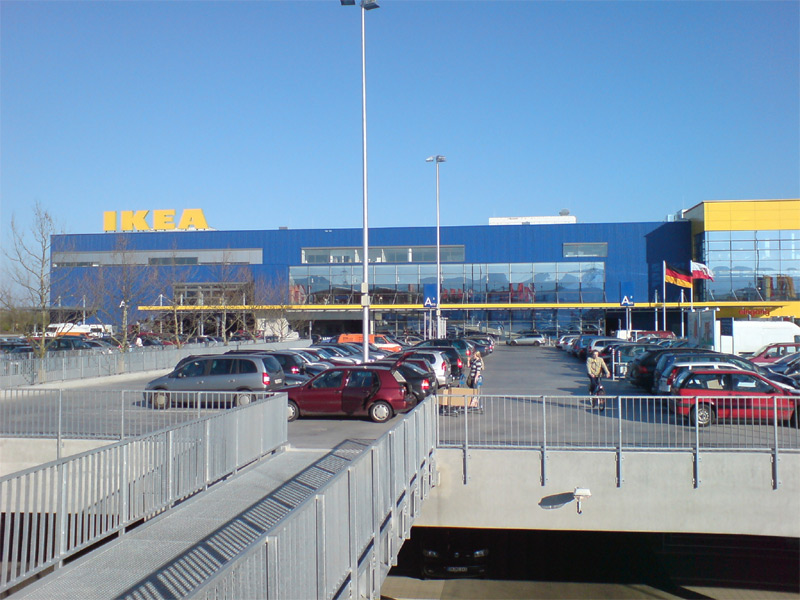
IKEA-Möbelhaus

Am Eschbach, am historischen Ortsrand, lagen zwei Mühlen. Eine davon wurde als Untermühle bezeichnet.
Nieder-Eschbach ist mit seinem Gewerbegebiet in den letzten Jahren zu einem wirtschaftlich bedeutenden Stadtteil im Norden Frankfurts geworden und hat auch überregional stark an Bedeutung gewonnen. Das Gewerbegebiet entstand ursprünglich zwischen dem Ortskern von Nieder-Eschbach und der Siedlung am Bügel. Dieses Gebiet um die Berner, Genfer und Züricher Straße war bis in die 2000er Jahre hauptsächlich von Unternehmen des Dienstleistungssektors geprägt. Dort hatten unter anderem der Softwarehersteller Sage und Saab Automobile ihren Sitz, ebenso bis heute die Hissin Medizintechnik GmbH.
Seit 2003 wurde das Gewerbegebiet Nieder-Eschbach entlang der Züricher Straße nach Westen erweitert. Im Jahr 2004 erhielt es eine eigene Anschlussstelle an die Bundesautobahn 661. Die Lage unmittelbar neben dem Bad Homburger Kreuz. Waren einst die Flächen vornehmlich für Frankfurter Gewerbebetriebe vorgesehen, so wurden diese dann an Einzelhandels-Filialisten verkauft. So entstand auf einem ursprünglich für den neuen Frankfurter Schlachthof vorgesehenen Grundstück im März 2007 die dritte IKEA-Filiale in der Region Frankfurt (und erste im Stadtgebiet). Die Pläne für den Umzug der Henninger-Brauerei von Frankfurt-Sachsenhausen nach Nieder-Eschbach scheiterten hingegen, weil nicht mehr genug Flächen vorhanden waren und auch der Frankfurter Grüngürtel hätte genutzt werden müssen.
Gegenüber der Autobahn – mit einer Unterführung verbunden – befindet sich auf Kalbacher Gemarkung das Gewerbegebiet Am Martinszehnten, in dem unter anderem das Frischezentrum seit 2004 die ehemalige Großmarkthalle ersetzt. Diese beiden Gewerbegebiete bilden zusammen eine Einheit. Das städtebauliche Entwicklungsprojekt wurde 2012 abgeschlossen. Auf dem 87 Hektar großen Gewerbegebiet entstanden über 2.500 Arbeitsplätze.

## Verkehr

### Straße
Nieder-Eschbach liegt östlich des Bad Homburger Kreuzes im rechten Winkel zwischen den Bundesautobahnen 5 und 661 und wird durch diese begrenzt. Neben den Autobahnen zählt die Homburger Landstraße zu den verkehrsreichsten Straßen des Stadtteils. Sie beginnt im Norden an der Grenze zu Ober-Eschbach in Höhe einer Unterführung der A 5 und führt weiter durch Bonames Richtung Friedberger Warte. Sie ist mit einer Gesamtlänge von 8,8 Kilometer die längste Straße Frankfurts. Die Hauptstraße des Stadtteils ist die nach der Partnerstadt benannte Deuil-la-Barre-Straße, die von der Homburger Landstraße nach Osten abzweigt.

### Schiene und ÖPNV
Nieder-Eschbach ist mit einer Stadtbahnstation westlich der Ortsmitte an das Netz der Frankfurter U-Bahn angebunden. Neben der Stadtbahnlinie U2 ist dort die Endstation der U9.
| Linie | Verlauf | Takt |
| ----- | --- | --- |
| S2    | Südbahnhof – Schweizer Platz – Willy-Brandt-Platz – Hauptwache – Eschenheimer Tor – Grüneburgweg – Holzhausenstraße – Miquel-/Adickesallee – Dornbusch – Fritz-Tarnow-Straße – Hügelstraße – Lindenbaum – Weißer Stein – Heddernheim – Sandelmühle – Riedwiese/Mertonviertel – Kalbach – Bonames Mitte – Nieder-Eschbach – Ober-Eschbach – Bad Homburg-Gonzenheim | 10 min (Südbf–Nieder-Eschb. werktags) 10/20 min (Nieder-Eschb.–Gonzenh. werktags) 5/10 min (HVZ) 15 min (sonn-/feiertags) |
| S9    | Nieder-Eschbach – Bonames Mitte – Kalbach – Riedberg – Uni-Campus Riedberg – Niederursel – Wiesenau – Heddernheimer Landstraße – Nordwestzentrum – Römerstadt – Ginnheim/Niddapark – Ginnheim Mitte | 15 min (werktags) 30 min (sonn-/feiertags)                                                                                |

Von dort verbinden die Omnibuslinien 27 und 29 Nieder-Eschbach mit den Nachbarstadtteilen Bonames und Nieder-Erlenbach. Die Linie 29 erschließt außerdem das Gewerbegebiet und die Siedlung am Bügel.

## Bildung
1596 wurde erstmals eine Schule in Nieder-Eschbach erwähnt. Deren Gebäude brannte 1870 ab und wurde im folgenden Jahr wieder aufgebaut. In Nieder-Eschbach gibt es heute:
- eine Grundschule, die Michael-Grzimek-Schule, die am 22. Februar 1953 eingeweiht und 2007/2008 stark erweitert wurde und
- eine kooperative Gesamtschule, die Otto-Hahn-Schule, die am 1. September 1969 den Unterricht aufnahm. Sie ist mit über 1300 Schülern eine der größten Schulen Frankfurts und eine von zwei, die alle allgemeinbildenden Schullaufbahnen anbieten

## Sehenswürdigkeiten und Kulturdenkmäler

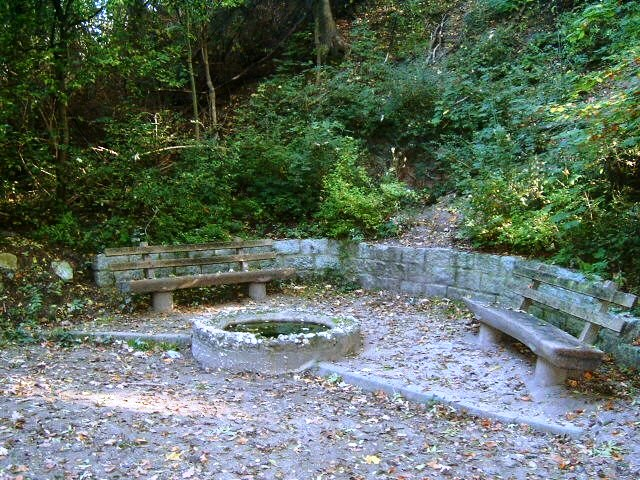
Ehemaliger Waldsprudel am Pfingstberg

- In den Quellgräben der Honigwiesen südöstlich des Ortskerns finden sich Tierarten wie Wasserspitzmaus und Grasfrosch. Der Zugang zu den Honigwiesen ist die einzig verbliebene Furt Frankfurts.
- Im ebenfalls südöstlich gelegenen Pfingstwald findet man eine eingefasste  Wasserstelle, den Waldsprudel. Hier befand sich ein Artesischer Brunnen, der noch zu Beginn des 20. Jahrhunderts eine unter hohem Druck sprudelnde Fontäne besaß. Unweit dieses heute als Ruheplatz gestalteten Orts sind Überreste eines Braunkohletagebaus aus dem 18. und 19. Jahrhundert zu erkennen.

## Ben-Gurion-Ring

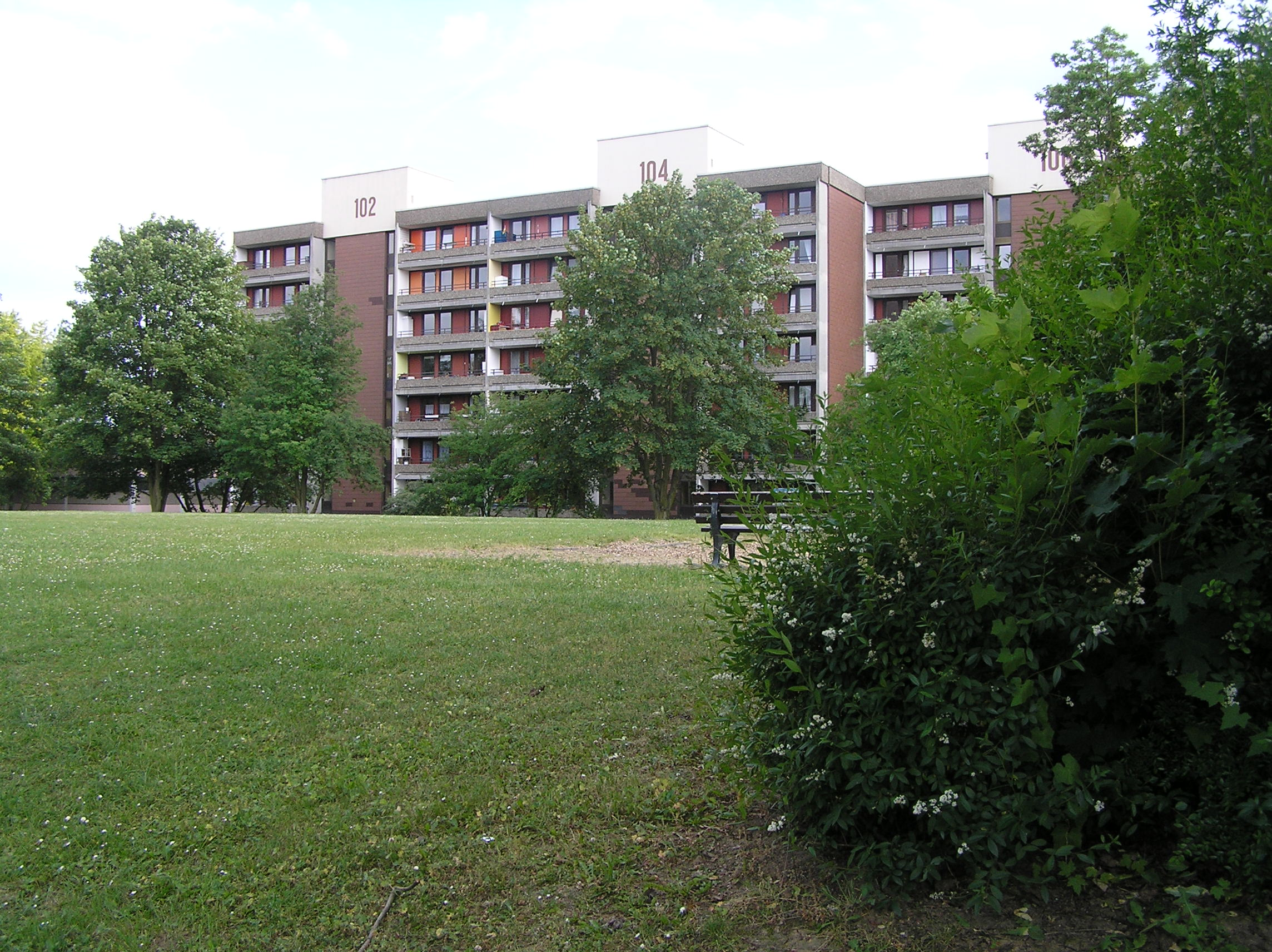
Wohnblocks am Ben-Gurion-Ring

Die Siedlung Ben-Gurion-Ring ist eine Wohnsiedlung aus den 1970er-Jahren aus etwa 80 Wohngebäuden, darunter Wohnhochhäuser des Sozialen Wohnungsbaus. In 1350 Wohnungen leben etwa 6000 Menschen. Die Siedlung galt zeitweise als ein sozialer Brennpunkt Frankfurts. Im April 2014 sorgte eine Schießerei am Bügelsee für Schlagzeilen, bei der eine Person getötet und zwei weitere verletzt wurden.
Die Siedlung ist nach dem ersten israelischen Premierminister David Ben-Gurion benannt und liegt auf einer Anhöhe über der Nidda; deshalb wird sie zuweilen mit dem Spitznamen „Golanhöhen“ benannt. Zwischen den Wohnbauten gibt es zahlreiche Gewerbe-Immobilien. Der Ben-Gurion-Ring läuft als Ringstraße durch die ganze Siedlung. Er umschließt einen Park mit einem Teich, dem Bügelsee, als Mittelpunkt. Der südliche Teil der Siedlung liegt bereits in Frankfurt-Bonames.
Der Name der alten Flurbezeichnung Am Bügel wird häufig für die ganze Siedlung gebraucht. Er ist auch Namensgeber für eine Reihe von sozialen Einrichtungen wie einer Kindertagesstätte, des evangelischen Nachbarschaftszentrums und der römisch-katholischen Kirchengemeinde St. Lioba, Frankfurt-Am Bügel. Deren Kirche südwestlich des Weihers ist der zweite Mittelpunkt des Parks. Am Ben-Gurion-Ring befindet sich auch ein Studentenwohnheim.